# Marco Weymans
Marco Weymans (Edegem, 9 juli 1997) is een Belgisch voetballer die sinds het seizoen 2022/23 uitkomt voor Beerschot VA.

## Clubcarrière
Weymans werd in 2012 door PSV Eindhoven weggeplukt bij Beerschot AC. Op zijn achttiende waagde hij zich aan de overstap naar Cardiff City, waar hij in zijn eerste seizoen soms meetrainde met het eerste elftal, maar uiteindelijk slaagde hij er niet in om door te breken bij de Welshe club. Weymans keerde daarop terug naar België, waar hij bij AFC Tubize zijn profdebuut maakte. Met anderhalf seizoen profvoetbal in de benen ondertekende hij in januari 2019 een contract bij de Zweedse eersteklasser Östersunds FK. In zijn eerste seizoen kwam hij in 14 van de 30 competitiewedstrijden in actie.
Nadat zijn contract bij Östersunds begin 2022 afliep zat Weymans even zonder club. In april 2022 raakte bekend dat Weymans aansloot bij de trainingen van Beerschot VA om zijn conditie te onderhouden, de club was toen net gedegradeerd uit de hoogte Belgische divisie. Op 24 juni 2022 maakte Beerschot bekend dat Weymans de club had kunnen overtuigen hem een contract aan te bieden: hij tekende voor één seizoen met een optie op nog een bijkomend jaar. Weymans keerde zo terug naar de club waar het voor hem allemaal begon.

## Clubstatistieken
| Seizoen         | Club            | Land            | Competitie      | Competitie | Competitie | Beker | Beker | Europees | Europees | Totaal | Totaal |
| Seizoen         | Club            | Land            | Competitie      | Wed.       | Dlp.       | Wed.  | Dlp.  | Wed.     | Dlp.     | Wed.   | Dlp.   |
| --------------- | --------------- | --------------- | --------------- | ---------- | ---------- | ----- | ----- | -------- | -------- | ------ | ------ |
| 2017/18         | AFC Tubize      | Vlag van België | Eerste klasse B | 24         | 2          | 2     | 0     | —        | —        | 26     | 2      |
| 2018/19         | AFC Tubize      | Vlag van België | Eerste klasse B | 15         | 1          | 1     | 0     | —        | —        | 16     | 1      |
| 2019            | Östersunds FK   | Vlag van Zweden | Allsvenskan     | 14         | 0          | 0     | 0     | —        | —        | 14     | 0      |
| 2020            | Östersunds FK   | Vlag van Zweden | Allsvenskan     | 12         | 0          | 4     | 0     | —        | —        | 16     | 0      |
| 2021            | Östersunds FK   | Vlag van Zweden | Allsvenskan     | 13         | 1          | 3     | 0     | —        | —        | 16     | 1      |
| 2022/23         | Beerschot VA    | Vlag van België | Eerste klasse B | 0          | 0          | 0     | 0     | —        | —        | 0      | 0      |
| Carrière totaal | Carrière totaal | Carrière totaal | Carrière totaal | 78         | 4          | 10    | 0     | 0        | 0        | 88     | 4      |

Bijgewerkt op 25 juni 2022.

## Interlandcarrière
Weymans was van 2012 tot 2016 jeugdinternational voor België. Toch maakte hij op 11 november 2020 zijn interlanddebuut voor Burundi in de Afrika Cup-kwalificatiewedstrijd tegen Mauritanië. Hij kon dit doen omdat zijn moeder uit Burundi afkomstig is.